# جيمس مونرو برترام
جيمس مونرو برترام (بالإنجليزية: James Munro Bertram)‏ هو ناقد أدبي وصحفي نيوزلندي، ولد في 11 أغسطس 1910، وتوفي في 24 أغسطس 1993.